# Лий Уанел
Лий Уанел е австралийски сценарист, продуцент и актьор.

## Биография и творчество
Лий Уанел е роден на 17 януари 1977 г.
Той е известен с филмите, които неговият приятел Джеймс Уан е режисирал, включително и „SAW“ (2004), „Dead Silence“ (2007), „Death Sentence“ (2007), „Insidious“ (2011) и „Insidious:Chapter 2“ (2013).
Уанел и Уан са създателите на поредицата „Убийствен Пъзел“. Уанел е написал сценария за Първа, Втора и Трета част, също е продуцент на всичките филми и също участва в първата част като героя „Адам Станхайт“, който се появява в първите четири филма. Също пише новият предстоящ филм „Cooties“ (2014).

## Творчество

### Актьор
- Neighbours (1996) (TV series) – Stuart Maughan
- Blue Heelers (1999 – 2000) (TV series) – Jared Ryan
- Stygian (2000) – Clown/Punk Kid
- Enter the Matrix – Axel (voice)
- The Matrix Reloaded (2003) – Axel
- Razors Eaters (2003) – Nick. D
- The Referees (2003) – Footy Mate
- Saw (2003, short) – David
- One Perfect Day (2004) – Chris
- Saw (2004) – Adam Stanheight
- Saw II (2005) – Adam Stanheight
- Saw III (2006) – Adam Stanheight
- Death Sentence (2007) – Spink
- Dying Breed (2008) – Matt
- Doggie Heaven (2008) – Neil Sampson
- The Last Supper (2009) – Philip
- The Pardon (2009) – Clement Moss
- Legend of the Guardians: The Owls of Ga'Hoole (2010) – Jatt
- Saw 3D (2010) – Adam Stanheight
- Insidious (2011) – Specs
- Crush (2013) – David
- Insidious: Chapter 2 (2013) – Specs
- Cooties (2014) – Doug

### Сценарист
- Saw (2004)
- Saw II (2005)
- Saw III (2006)
- Dead Silence (2007)
- Doggie Heaven (2008)
- Saw: The Video Game (2009)
- Insidious (2011)
- Insidious: Chapter 2 (2013)
- The Mule (2013)
- X-Ray (TBA)
- Cooties (2014)
- Insidious: Chapter 3 (TBA)